# Imperium Galactica
Imperium Galactica est un jeu vidéo 4X de stratégie en temps réel sorti en 1997 sur Windows 98. Le jeu a été développé par Digital Reality puis édité par GT Interactive.
Digital Reality a sorti une suite Imperium Galactica II: Alliances en 2000.
La musique du jeu a été composée par Tamás Kreiner.

## Trame
Imperium Galactica se déroule dans une galaxie lointaine. Vous incarnez le lieutenant Dante qui vient d'être affecté à la gestion de trois planètes. 
Votre flotte est composée d'un destroyer lourd et de trois chasseurs.
Vos missions : 
- Protéger les vaisseaux marchands qui traversent votre secteur des attaques extra-terrestres
- Développer les planètes qui sont à votre charge afin de rendre les habitants plus heureux (un habitant heureux, est un habitant qui travaille bien)
- Développer votre flotte

Ces missions menées à bien, vous pourrez espérer obtenir des promotions pour passer, Capitaine, Amiral voire Grand Amiral !
À chaque promotion, un nouvel aspect du jeu se révèle : la recherche pour pouvoir améliorer vos vaisseaux ou vos colonies, la diplomatie pour vous allier à certaines races extra-terrestres qui peuvent être une aide militaire et / ou financière !

## Accueil
| Imperium Galactica |      |       |
| Média              | Pays | Notes |
| Cyber Stratège     | FR   | 4/5   |
| Gen4               | FR   | 4/5   |
| Joystick           | FR   | 65 %  |
| PC Gamer UK        | GB   | 84 %  |
| PC Games           | FR   | 56 %  |
| PC Jeux            | FR   | 66 %  |
| PC Player          | FR   | 4/5   |